# Juwan (köpinghuvudort i Kina, Hubei Sheng, lat 32,05, long 112,59)
Juwan (kinesiska: 琚湾, 琚湾镇) är en köpinghuvudort i Kina. Den ligger i provinsen Hubei, i den centrala delen av landet, omkring 230 kilometer nordväst om provinshuvudstaden Wuhan. Antalet invånare är 66 773. Befolkningen består av 32 551 kvinnor och 34 222 män. Barn under 15 år utgör 16,0 %, vuxna 15-64 år 75 %, och äldre över 65 år 7,0 %.
Runt Juwan är det tätbefolkat, med 331 invånare per kvadratkilometer. Närmaste större samhälle är Zaoyang, 17,5 km nordost om Juwan. Trakten runt Juwan består till största delen av jordbruksmark.
Genomsnittlig årsnederbörd är 936 millimeter. Den regnigaste månaden är augusti, med i genomsnitt 159 mm nederbörd, och den torraste är januari, med 10 mm nederbörd.